# ペーテル・マッテイ
ペーテル・マッテイ（Peter Mattei, 1965年6月3日 - ）は、スウェーデンの歌手（バリトン）。身長6フィート4インチ（193センチ）の長身で、モーツァルトの作品を中心とした、ジャンルを問わない幅広いレパートリーを持つバリトンの一人。

## 来歴
ペーテル・マッテイは1965年6月3日、スウェーデンのノールボッテン県ピーテオに生まれる。スウェーデン王立音楽アカデミー卒業後、1990年にドロットニングホルム宮廷劇場でモーツァルト『偽の女庭師』のロベルト（ナルド）でデビュー。1994年から1995年のシーズン、マッテイはヨーテボリ歌劇場で初めてドン・ジョヴァンニを歌い、同じシーズンにはスウェーデン王立歌劇場にも出演して『フィガロの結婚』のフィガロを初めて手掛けた。1995年には初めてスウェーデン国外で公演を行い、グラスゴーのスコティッシュ・オペラでドン・ジョヴァンニを歌い、続けてブリュッセルのモネ劇場とフランスのエクサン・プロヴァンス音楽祭にも出演を果たす。
1996年夏、マッテイはザルツブルク音楽祭に初出演し、ゲオルク・ショルティ指揮のベートーヴェン『フィデリオ』のドン・フェルナンドを歌い、1997年2月にはクラウディオ・アバド指揮ベルリン・フィルハーモニー管弦楽団の定期演奏会で、スウェーデンの先輩歌手アンネ・ゾフィー・フォン・オッターらとともにJ.S.バッハ『マタイ受難曲』のソリストを務めた。続くシーズン、マッテイはストックホルムでモーツァルト『魔笛』のパパゲーノとチャイコフスキー『オルレアンの少女』のライオネル、モネ劇場でリヒャルト・シュトラウス『ナクソス島のアリアドネ』のハーレクインを手掛け、コンサートの方でもアバド指揮ベルリン・フィルとは1997年8月にザルツブルク音楽祭での『マタイ』と12月の定期演奏会でのマーラー『さすらう若者の歌』で共演。1999年から2000年のシーズンでは、ヨーテボリでロッシーニ『セビリアの理髪師』のフィガロ、モネ劇場でチャイコフスキー『エフゲニー・オネーギン』のオネーギンを初めて演じ、ヘルベルト・ブロムシュテット指揮サンフランシスコ交響楽団とJ.S.バッハ『ヨハネ受難曲』、リッカルド・シャイーの指揮でミラノとアムステルダムで『マタイ』を歌った。
2002年1月、マッテイは初めてメトロポリタン歌劇場（メト）の舞台に立ち、『フィガロの結婚』のアルマヴィーヴァ伯爵を歌う。メトではその他ドン・ジョヴァンニ、『理髪師』のフィガロ、プッチーニ『ラ・ボエーム』のマルチェロ、チャイコフスキー『スペードの女王』のプリンス・イェレツキーおよびヤナーチェク『死者の家から』のシシュコフを演じた。特に『死者の家から』は、作品のメト初演と指揮者エサ＝ペッカ・サロネンのメト・デビューを飾る記録すべき上演であった。2004年には、スウェーデン王室から「王室宮廷オペラ歌手」の称号を拝した。2010年にはルツェルン音楽祭に初めて登場。2011年12月、マッテイはスカラ座の舞台に十八番のドン・ジョヴァンニで初めて立つこととなったが、これはシーズン開幕公演であり、しかも新演出による上演でもあった。
マッテイは2013年2月から3月のメトでの公演で、ダニエレ・ガッティの指揮によるワーグナー『パルジファル』のアンフォルタスに初挑戦した。メトにおいては2013年から2014年のシーズンにオネーギンを歌う予定となっており、またマッテイは自分のレパートリーのうち、ヴェルディ『ドン・カルロ』のロドリーゴを含むスカンディナヴィア以外では歌っていないレパートリーを披露することを検討しており、またワーグナー『指環』のヴォータンを手掛ける予定があることも明かしている。

## 主なディスコグラフィ・フィルモグラフィ

### オペラ
- モーツァルト『ドン・ジョヴァンニ』（ドン・ジョヴァンニ）：グレース・カシュマイユ、アレクサンドラ・デショティーズ、ミレイユ・デルンシュ、ナタン・ベルク：ダニエル・ハーディング指揮マーラー室内管弦楽団：2002年エクサン・プロヴァンス音楽祭：Bel Air Classiques BAC602（DVD）[11]
- エクトル・ベルリオーズ『トロイアの人々』（コロエブス（ロレーブ））：ベン・ヘップナー、マイケル・デヤング：サー・コリン・デイヴィス指揮ロンドン交響楽団：2000年：LSO 00010（CD）：グラミー賞受賞[12]
- ベートーヴェン『フィデリオ』（ドン・フェルナンド）：ヨナス・カウフマン、ニーナ・シュテンメ、ファルク・シュトラックマン：アバド指揮ルツェルン祝祭管弦楽団：2010年ルツェルン音楽祭：Decca 4782551（CD）[13]
- 『グレート・バリトン・アリア』：ローレンス・ルネ指揮ロイヤル・ストックホルム・フィルハーモニー管弦楽団：BIS BISSACD1749（SACD）[14]

### 声楽付き管弦楽曲
- ジャン・シベリウス『クレルヴォ交響曲』：モニカ・グロップ：デイヴィス指揮ロンドン交響楽団：2006年：LSO 0574（SACD）[15]
- マーラー：交響曲第8番：ジェーン・イーグレン、アンナ・ラーソン、ヘップナー、ヤン＝ヘンドリック・ロータリング：シャイー指揮ロイヤル・コンセルトヘボウ管弦楽団：Decca 4756686（CD）[16]

### 宗教曲
- モーツァルト『ミサ曲ハ短調』：ミア・パーソン、アン・ハレンベルク、ヘルゲ・ルーニング：サー・ジョン・エリオット・ガーディナー指揮ロイヤル・ストックホルム・フィルハーモニー管弦楽団：2008年：Medici Arts - 2057438（DVD）[17]